# المخلفون
المخلفون  هم البدو الذين تخلفوا عن الجهاد في غزوة تبوك لمحاربة الروم والتي سميت بغزوة العسرة، متعللين بحرارة الجو. فقد ورد في القرآن: ﴿قُلْ لِلْمُخَلَّفِينَ مِنَ الْأَعْرَابِ﴾ [الفتح:16] وأيضاً ﴿فَرِحَ الْمُخَلَّفُونَ بِمَقْعَدِهِمْ خِلَافَ رَسُولِ اللَّهِ وَكَرِهُوا أَنْ يُجَاهِدُوا بِأَمْوَالِهِمْ وَأَنْفُسِهِمْ فِي سَبِيلِ اللَّهِ وَقَالُوا لَا تَنْفِرُوا فِي الْحَرِّ قُلْ نَارُ جَهَنَّمَ أَشَدُّ حَرًّا لَوْ كَانُوا يَفْقَهُونَ ۝٨١ فَلْيَضْحَكُوا قَلِيلًا وَلْيَبْكُوا كَثِيرًا جَزَاءً بِمَا كَانُوا يَكْسِبُونَ ۝٨٢﴾ [التوبة:81–82] كان الوقت صيفاً، والصحراء تحترق ناراً، وهناك حالة من الجدب والقحط، والنّاس تحبّ أن تبقى تحت الظلال، خاصة وأنَّ غزوة مؤتة لـم تكن بعيدة عن الأذهان.
وبرغم كلِّ ذلك، استقبل جماعة من المسلمين هذه الدعوة بإيمان وثبات ونفوس مطمئنة بما وعد اللّه به المجاهدين، تاركين نساءهم وأبناءهم ليقطعوا الصحارى والفيافي. لكنّ بعض الصحابة والمعذرون استقبلوا الدعوة بالتثاقل، وبدؤوا يلتمسون الأعذار، ويعتذرون بالحرّ، وببعد المسافة، وقوّة العدوّ وما إلى ذلك وقعدوا مع الخوالف. بعد أن استخلف رسول الله علي بن أبي طالب على المدينة، بدأ المسلمون سيرهم، وقطعوا مسافات طويلة عانوا خلالها العطش والجوع والحر ومن قلّة وسائل الركوب، وقد سميت الغزوة "غزوة العسرة"، وقالوا إنَّها جاءت عسرة من الماء وعسرة من الظهر، وعسرة من النفقة، وما إلى ذلك.

## المخلفون من الأعراب
المخلفون من الأعراب ورد ذكرهم في القرآن في قول الله تعالى: ﴿سَيَقُولُ لَكَ الْمُخَلَّفُونَ مِنَ الْأَعْرَابِ شَغَلَتْنَا أَمْوَالُنَا وَأَهْلُونَا فَاسْتَغْفِرْ لَنَا يَقُولُونَ بِأَلْسِنَتِهِمْ مَا لَيْسَ فِي قُلُوبِهِمْ قُلْ فَمَنْ يَمْلِكُ لَكُمْ مِنَ اللَّهِ شَيْئًا إِنْ أَرَادَ بِكُمْ ضَرًّا أَوْ أَرَادَ بِكُمْ نَفْعًا بَلْ كَانَ اللَّهُ بِمَا تَعْمَلُونَ خَبِيرًا ۝١١﴾ [الفتح:11].

## الخوالف
الخوالف في المصطلح السلامي يراد به النساء اللواتي خلفهن الرجال في البيوت. أو سافروا للجهاد وتركوهن في البيوت. حيث أن للنساء عذر شرعي في التخلف عن الخروج للجهاد في سبيل الله، ومثلهن في الحكم: الصبيان المجنون والمعتوه والشيخ الهرم. وقد ورد ذكرهم في القرآن في معرض الرد على المتخلفين عن الخروج بغير عذر، في قول الله تعالى: ﴿إِنَّمَا السَّبِيلُ عَلَى الَّذِينَ يَسْتَأْذِنُونَكَ وَهُمْ أَغْنِيَاءُ رَضُوا بِأَنْ يَكُونُوا مَعَ الْخَوَالِفِ وَطَبَعَ اللَّهُ عَلَى قُلُوبِهِمْ فَهُمْ لَا يَعْلَمُونَ ۝٩٣﴾ [التوبة:93]. فالمخلفون هم الذين تخلفوا عن الخروج بلا عذر شرعي، وقد جاء وصفهم بأنهم رضوا بأن يكونوا مع الخوالف أي: مع النساء اللواتي خلفهن الرجال في البيوت.